# Louis Gossett Jr.
Louis Cameron Gosset Jr. (født 27. maj 1936, død 29. marts 2024) var en amerikansk skuespiller, instruktør og producent. Han vandt en Oscar for bedste mandlige birolle for sin præstation som Sergeant Emil Foley i filmen Officer og gentleman (1982). Han indspillede også Vortigauntens stemme i computerspillet Half-Life 2. Men han vendte ikke tilbage til samme karakter i spillets efterfølger, Half-Life 2: Episode Two.